# جونيور بريدجمان
جونيور بريدجمان (بالإنجليزية: Junior Bridgeman)‏ (17 سبتمبر 1953 – 11 مارس 2025) هو لاعب كرة سلة أمريكي من مواليد إيست شيكاغو. بدأ مسيرته الاحترافية في سنة 1975. تم اختياره من قبل فريق لوس أنجلوس ليكرز خلال الدرافت. بلغ طوله 6 قدم 5 بوصة (2.0 م). اعتزل اللعب في 1987.

## المسيرة الاحترافية
لعب مع ميلووكي باكز من سنة 1975 إلى 1984، ثم لعب مع لوس أنجلوس كليبرز من سنة 1984 إلى 1986، ثم لعب مع ميلووكي باكز في موسم 1986–1987.

## روابط خارجية
- جونيور بريدجمان على موقع إن بي أي (الإنجليزية)
- جونيور بريدجمان على موقع سبورتس رفرنس (الإنجليزية)
- جونيور بريدجمان على موقع كلية كرة السلة في سبورتس رفرنس.كوم (الإنجليزية)
- جونيور بريدجمان على موقع ريلجم (الإنجليزية)
- جونيور بريدجمان على موقع بروبوليرز (الإنجليزية)